# Система управління колекціями
Система управління колекціями ( CMS ), яку іноді називають інформаційною системою колекцій, — це програмне забезпечення, яке використовується в установах, які займаються колекціонуванням, або окремими приватними колекціонерами, аматорами чи ентузіастами колекціонування. Установи, що збирають колекції, — це насамперед музеї та архіви, які можуть бути дуже різними: від величезних міжнародних інституцій до дуже маленьких або вузькоспеціалізованих установ, таких як місцеві історичні музеї та товариства охорони пам'яток. Також, бібліотеки та галереї, є установами які збирають колекції. Системи управління колекціями (CMS) дозволяють окремим особам або установам організовувати, контролювати та керувати об’єктами своїх колекцій "відстежуючи всю інформацію, пов'язану з цими об'єктами та інформацію про них". У великих установах CMS може використовуватися персоналом колекцій, зокрема реєстраторами, зберігачами фондів та кураторами, для запису інформації про місцезнаходження об’єктів, їх походження, інформації  про кураторів, звіти про збереження, професійні оцінки, історії виставок, тощо. До всіє цієї записаної інформації також отримують доступ і можуть використовувати інші інституційні підрозділи, такі як «відділ освіти, бухгалтерія та адміністрація»".
Перші системи управління колекціями були базами даних каталогів, по суті, цифровими версіями музейних карток, проте, сучасні та вдосконалені системи використовуються для покращення зв’язку між музейним персоналом, а також для автоматизації та керування завданнями та робочими процесами, пов’язаними з колекціями. Системи управління колекціями також використовуються для надання доступу до інформації про колекції та об’єкти, які зберігає установа науковцям, волонтерам установи та громадськості, дедалі частіше з використанням онлайн доступу.

## Розвиток та історія систем управління колекціями
Відтоді, як у 1960-х роках для бібліотек було розроблено машинозчитувані стандарти, музеї зацікавилися можливістю використання комп'ютерів для запису інформації про свої колекції. Проте, потреби музеїв відрізняються від потреб бібліотек;  бібліографічна інформація про об’єкт бібліотечного зібрання зазвичай є статичною, а музейні записи більш динамічні через постійну потребу додавати нову інформацію про музейні об’єкти. Ще в 1967 році неформальна група музеїв Нью-Йорка Музейна комп’ютерна мережа (MCN) спробувала створити базу даних управління колекціями під назвою GRIPHOS. Також на спільній конференції Метрополітен-музею та IBM у 1968 році спікери обговорювали проекти з автоматизуції управління колекціями які вже діяли і ті, які були на стадії запрвадження. Для поширення інформації про комп’ютери та бази даних серед музеїв, зацікавлених у впровадженні комп’ютеризованих систем управління колекціями та з метою координації досліджень і розробки цих систем були створені професійні асоціації, такі як Координаційний комітет музейних банків даних (Museum Data Bank Coordinating Committee, MDBCC), сформований у 1972 році. Протягом 1980-х років, з появою реляційних баз даних, системи управління колекціями стали більш досконалими. Саме тоді, деякі з сьогоднішніх популярних систем спочатку розроблялися для конкретних установ "на основі загальних реляційних баз даних" — наприклад, The Museum System від Gallery Systems для Метрополітен-музею та Proficio від Re:discovery Software для музею Монтічелло Фонду Томаса Джефферсона, — а потім були випущені як комерційні продукти. У 1990-х роках, коли комп'ютери стали швидшими і дешевшими, а також з появою Інтернету, програмне забезпечення для управління колекціями стало набагато складнішим, здатним "представляти зображення, сортувати інформацію за будь-якими параметрами, записувати інформацію про виставки, відстежувати місцезнаходження і взаємодіяти з веб-сайтом музею".
Хоча метою 1960-х років було лише використання комп’ютерів для ведення обліку колекцій з метою підзвітності, виконавчий директор MCN Еверетт Еллін попереджав, що музейні фахівці повинні передбачати публічний доступ як ціль, оскільки "це будуть марні зусилля, якщо музеї лише створять славетну систему ведення записів". Системи управління колекціями стали ключовими інструментами для надання доступу громадськості до інформації про колекції та розширення типів інформації, яка записується. Те, що колись було "простим інструментом для впорядкування колекцій та інвентаризації", стало "надійним і потужним інструментом для збереження всієї інформації про музейні предмети", включно з інтерпретаційними матеріалами, цифровими об’єктами та цифровими сурогатами. Оскільки деякі системи управління колекціями тепер включають управління цифровими активами та зберігання інформації про контент, багато музейних фахівців почали використовувати абревіатуру CMS, яка означає "Системи управління вмістом".

## Керування інформацією в системах управління колекціями
У 1997 році історик мистецтва та консультант із вивчення музейної інформації Роберт А. Барон окреслив вимоги до систем управління колекціями не як перелік типів інформації про об’єкти колекцій, які мають бути записані, а скоріше як перелік дій щодо колекцій, таких як адміністрування, оренда, експонування, збереження та пошук, завдання, за які музеї відповідали задовго до винаходу комп’ютерів. Багато сучасних систем управління колекціями виходять за рамки каталогізації, допомагаючи в управлінні цими процесами та документообігом. Контрольний список критеріїв оцінки систем управління колекціями (Collections Management Software Criteria Checklist CMSCC) Канадської інформаційної мережі спадщини (CHIN), який має на меті скласти вичерпний перелік видів інформації, яку музей може захотіти записати в CMS, упорядковує цей список за процесами та діями, а не за типами інформації. Контрольний список "окреслює ряд функцій, які зазвичай включаються в комерційну CMS, що можуть допомогти музею визначити, які функції мають пріоритет".

### Надходження предметів
Запис та управління інформацією та завданнями, пов’язаними з предметами, які надходять до музею, включно з записами про придбання чи позику, квитанції, запис про причину передачі предмета на зберігання та запис про повернення предмета його власнику.

### Придбання
Управління та облік предметів, доданих до колекції установи, включаючи інвентарні номери, каталожні номери, назву або тип предмета, дату придбання, спосіб придбання та передачу права власності. Існує багато різних систем нумерації, і CMS має дозволяти установі використовувати свою власну систему нумерації.

### Контроль запасів
Ідентифікація предметів, за які установа несе юридичну відповідальність, у тому числі позичених предметів та предметів, які не були додані. Записується інформація про місцезнаходження та статус об’єкта.

### Контроль розташування та пересування
Записи про поточне та минуле місцезнаходження предмета в приміщеннях установи, щоб його можна було знайти, включно з датами переміщення та дозволами на переміщення.

### Опис каталогу
Інформація, яка описує та ідентифікує предмети, зокрема інформація про творця/виробника/художника, дату(и) створення, місце створення, походження, історію об’єкта, дослідження предмета та зв’язки з іншими об’єктами.

### Управління збереженням
Управління інформацією про збереження об’єктів «з точки зору кураторства та управління колекціями», зокрема запити на збереження, записи обстежень реставраторами, звіти про стан, записи про профілактичні дії та історії реставрації.

### Управління ризиками
Управління інформацією про потенційні загрози для об’єктів колекції, зокрема перелік конкретних загроз, управління записами про профілактичні заходи, а також планами та процедурами на випадок катастроф та контакти на випадок надзвичайних ситуацій.

### Страховий менеджмент і контроль оцінки
Документальне підтвердження підстав страхування об'єктів, за які відповідає установа (включно з позиченими об'єктами), а також визначення грошової вартості об'єктів для страхування. Може включати імена та контактну інформацію оцінювачів, а також історію оцінки.

### Управління еспозицією
Управління експозицією або демонстрацією об’єкта, зокрема історія виставок та документація досліджень об'єкта для виставки. Досконаліші системи управління колекціями можуть мати можливість представляти цю інформацію на вебсайті музею або на онлайн-виставці.

### Відправка/доставка/транспорт
Управління об’єктами, які залишають приміщення установи та переміщуються в інше місце, включно з інформацією про місцезнаходження, пакувальні листи, розміри ящиків, дозволи, митну інформацію та документування засобів транспортування (включно з інформацією про кур’єра).

### Кредитування та запозичення
Управління тимчасовою передачею відповідальності за об’єкт від музею до іншої установи або навпаки, зокрема договори запозичення, історія запозичень, записи про витрати та платежі, пакувальні листи, інформація про місце перебування об'єкту, звіти про приміщення та записи затриманих запозичень.

### Вилучення та утилізація
Управління та облік об’єктів, які вилучаються та залишають колекцію установи, шляхом передачі, продажу, обміну або знищення/втрати, зокрема передача прав власності, записи про затвердження та причину вилучення.

## Розвиток та історія систем управління колекціями

### Функціональність
Система управління колекціями повинна мати можливість зберігати дані, редагувати дані, видаляти дані, отримувати доступ до даних за допомогою запитів, сортувати дані та виводити дані у формі звітів. Дані зберігаються у вигляді таблиць і вводяться в систему (а іноді й редагуються) за допомогою форм. Запити — це пошукові запити, які допомагають отримати певні дані з системи, а звіти — "це засоби, за допомогою яких результати запиту відображаються або друкуються".

### Гнучкість
В ефективній CMS, як і в правільній реляційній базі даних, не має бути записів які дублюються та одна і та ж сама інформація не має записуватися в декількох місцях системи. Водночас, система має бути достатньо гнучкою, щоб вміщувати більше типів даних, по мірі розширення колекцій. Користувач також має розуміти, що, можливо, не всю інформацію потрібно вводити в систему управління колекціями; наприклад, складну інформацію, таку як складні розміри та вимірювання. Деякі установи можуть не захотіти записувати конфіденційну інформацію, зокрема про приватних донорів, у CMS, а натомість зберігати її в паперовому вигляді, або в окремому захищеному цифровому файлі з посиланнями на розташування файлу, записаними в CMS. Однак інші стверджують, що така конфіденційна інформація має бути записана в CMS, щоб захистити інформацію у випадку катастрофи, якщо паперові документи бути знищені.

### Резервне копіювання та резервування
CMS повинна  мати "вбудований процес резервного копіювання та відновлення" для захисту даних не лише від збоїв обладнання та катастроф, але й від людських помилок, які можуть призвести до втрати або пошкодження даних. Резервні копії інформації повинні зберігатися в декількох місцях, а процес резервного копіювання може бути автоматизованим.

### Стандарти даних
Оскільки комп’ютеризована система «вимагає набагато більшого ступеня точності у використанні мови для каталогізації та пошуку даних, ніж паперові каталоги», в системі управління колекціями мають застосовуватися стандарти даних і метаданих. Стандарти даних визначають правила введення інформації в систему, і, відповідно,  дані, які були введені в систему узгодженим чином, дозволяють простіше і точніше шукати інформацію та полегшують обмін даними між різними системами.
Три типи стандартів даних: структура, вміст і значення:
- Стандарти структури даних описують поля та категорії інформації (іноді їх називають елементами), які необхідні для ідентифікації об’єкта. У музейній CMS ці поля часто включають номер доступу, назву/тип об’єкта, виробника/творця об’єкта, місце створення/походження, дату створення, розміри, матеріал і джерело надходження об’єкта (наприклад, ім’я дарувальника або продавця).[23] Прикладами широко використовуваних стандартів структури даних, які використовуються для об’єктів культури, є набір елементів метаданих Dublin Core (DC), категорії для опису творів мистецтва (CDWA), формати MARC, набори елементів каталогізації об’єктів культури (CCO), і основні категорії VRA ( Асоціація візуальних ресурсів ).[24]
- Стандарти вмісту даних містять вказівки щодо форматування інформації, яка вводиться в поля, «контролюючи синтаксис, стиль, граматику та скорочення», які слід використовувати.[22] Приклади стандартів вмісту даних, які використовуються в установах, які збирають культурні об’єкти, включають Каталогізацію об’єктів культури (CCO) і Опис архівів: стандарт вмісту (DACS).
- Стандарти значень даних забезпечують переважні термінологію та лексику для використання в полях, часто у формі нормативного контролю, лексиконів, словників даних і тезаурусів. Приклади включають Тезаурус мистецтва та архітектури Гетті (AAT) і Тезаурус географічних назв (TGN), Номенклатуру 4.0 для музейної каталогізації та Iconclass.[25]

Хоча більшість цих стандартів даних застосовуються до каталогізації та опису культурних об'єктів, також іде робота над створенням стандартів даних для природничих колекцій. Оснований на Dublin Core, стандарт Darwin Core (DwC) є стандартом структури даних для інформації про біорізноманіття, "глосарій термінів" якого є "полями" іта "елементами", необхідними для каталогізації біологічних і природничих зразків  та історії їх збирання.
Розуміючі важливість стандартів даних для багатьох користувачів, деякі розробники вказують, що їхні системи керування колекціями відповідають певним стандартам. Наприклад, Adlib Museum CMS "сертифікована як сумісна з SPECTRUM компанії Collections Trust" і "також включає інші міжнародні стандарти, такі як рекомендації «CIDOC» та Getty «Object ID»".

### Безпека та доступ
Заходи безпеки системи управління колекціями мають "гарантувати, що лише авторизовані особи можуть вводити, редагувати або переглядати" інформацію, яка міститься в системі. Проте, зростає попит на публічний доступ до деяких колекцій та до інформації про об’єкти, що міститься в CMS, що "допомагає виконувати місію музею з просвітництва громадськості та доводити, що об'єкти, які перебувають у громадській довірі, використовуються на користь суспільства", а також заохочує співробітників колекцій "підтримувати базові принципи управління колекціями", гарантуючи, що інформація про об'єкт є точною перед тим, як вона стане доступною для громадськості. Система повинна дозволяти громадськості здійснювати та уточнювати пошук загальнодоступної інформації в системі.

### Права та репродукції
CMS також має дозволяти працівникам колекцій керувати інформацією про права на відтворення об’єктів, за які відповідає установа, включно з типом авторського права, який застосовується (наприклад, авторське право США, або ліцензія Creative Commons), правом власності на авторське право та цифрові водяні знаки.

## Міркування при виборі системи
Оскільки кожен музей має свої потреби, установі слід провести оцінку потреб перед тим, як вибрати систему управління колекціями. Музей має визначити, які саме процеси мають керуватися системою управління колекцій. Музей також має визначити, хто використовуватиме систему, і врахувати такі фактори, як розмір колекції (як нинішній, так і майбутній), технологічні навички персоналу та бюджет/ціноутворення. Інша рекомендація полягає в тому, щоб намітити як короткострокові, так і довгострокові цілі нової CMS, а потім визначити, як саме система може допомогти підвищити ефективність музею.

### Локальний і віддалений доступ до програмного забезпечення та даних CMS
Локальне програмне забезпечення CMS , встановлене на окремому комп'ютері, може забезпечити найшвидший доступ до даних, але має найбільш обмежену загальну доступність, а також високу відповідальність за технічне обслуговування та протокол резервного копіювання даних, що лягає на плечі музею. CMS, встановлена в локальній мережі, може забезпечити повніший доступ в межах музею.
Платформа CMS у вигляді програмного забезпечення як послуги (SaaS) — це програмне забезпечення, встановлене онлайн і доступне через Інтернет для комп’ютера з доступом до Інтернету. Відповідальність за технічне обслуговування покладається на компанію, і резервне копіювання, зазвичай, забезпечується нею. Доступ до даних може бути повільнішим, проте, це залежить від з’єднання.

### Програмне забезпечення з відкритим та закритим кодом
Програмне забезпечення з відкритим кодом
Це програмне забезпечення, ліцензія якого дозволяє публікувати вихідний код і робити його загальнодоступним, що дає змогу будь-кому копіювати, змінювати та розповсюджувати вихідний код без сплати роялті чи комісій. Користувачі та розробники мають доступ до основних функцій проєктування. Це дозволяє їм змінювати або додавати функції до вихідного коду та повторно поширювати його.
Закрите програмне забезпечення
Програмне забезпечення, яке передбачає обмеження на те, що можна робити з ним, а також обмеження доступу до оригінального вихідного коду. Кінцевий користувач купує право на використання програмного забезпечення. Вихідний код закритого програмного забезпечення вважається комерційною таємницею його виробників.

## Системи управління інформацією про збереження об'єктів
Системи управління колекціями починалися з каталогізації та реєстрації, і, отже, більшість систем керують інформацією та записами "з точки зору кураторства та управління колекціями". Інформація про стан збереження об'єктів в цих системах часто обмежується звітами про стан та документацією історії реставрації. Хоча деякі вдосконалені системи дозволяють адміністраторам керувати робочими процесами, такими як узгодження та видача квитанцій, більшість систем не можуть керувати робочими процесами збереження. Багатьом реставраторам потрібна система, яка могла б не тільки зберігати та керувати документацією про умови зберігання, але й також легко ділитися цією інформацією з іншими реставраторами та установами.